# Liste der Monuments historiques in Rosay (Yvelines)
Die Liste der Monuments historiques in Rosay (Yvelines) führt die Monuments historiques in der französischen Gemeinde Rosay auf.

## Liste der Bauwerke
| Bezeichnung           | Beschreibung | Standort | Kennzeichnung | Schutzstatus | Datum | Bild           |
| --------------------- | ------------ | -------- | ------------- | ------------ | ----- | -------------- |
| Château du Haut Rosay | Schloss      | (Lage)   | PA00087789    | Classé       | 1992  | weitere Bilder |